# Старі Фащиці
Старі Фащиці (пол. Stare Faszczyce) — село в Польщі, у гміні Блоне Варшавського-Західного повіту Мазовецького воєводства.
Населення — 405 осіб (2011).
У 1975-1998 роках село належало до Варшавського воєводства.

## Демографія
Демографічна структура станом на 31 березня 2011 року:
|          | Загалом | Допрацездатний вік | Працездатний вік | Постпрацездатний вік |
| -------- | ------- | ------------------ | ---------------- | -------------------- |
| Чоловіки | 207     | 45                 | 145              | 17                   |
| Жінки    | 198     | 39                 | 123              | 36                   |
| Разом    | 405     | 84                 | 268              | 53                   |